# هولغر لارسن
هولغر لارسن (بالدنماركية: Holger Larsen)‏ هو مجدف دنماركي، ولد في 29 مايو 1925 في روسكيلدا في الدنمارك، وتوفي في 7 ديسمبر 2014.

## وصلات خارجية
- هولغر لارسن على موقع الاتحاد الدولي للتجديف (الإنجليزية)
- هولغر لارسن على موقع أوليمبيديا (الإنجليزية)